# Carl Timoleon von Neff
Carl Timoleon von Neff, también conocido como Timoféi Andréievich Neff (en ruso: Тимофей Андреевич Нефф) (1804 - 1877) fue un pintor ruso de ascendencia alemana báltica.
Nacido en la Estonia oriental, entonces parte del Imperio ruso, fue hijo ilegítimo. Comenzó sus estudios como discípulo de Karl von Kügelgen y se formó también en Sajonia, en la Academia de Artes de Dresde, donde se graduó en 1825. En adelante residió con frecuencia en San Petersburgo, donde recibió el encargo de pintar a las hijas del zar Nicolás I. Artista bien recibido por las clases aristocráticas del Imperio, realizó abundantes obras en diversas iglesias de la ciudad, destacó por sus representaciones de temas propios de la estética decimonónica y academicista como odaliscas, ninfas, etc. y le fueron concedidos no pocos honores y títulos, en Rusia y el extranjero, donde también le fueron comisionadas importantes obras.